# Hejőkeresztúr
Hejőkeresztúr község Borsod-Abaúj-Zemplén vármegyében, a Tiszaújvárosi járásban.

## Fekvése
Miskolctól körülbelül 20 kilométerre délre fekszik; a környező települések közül Hejőszalonta 3, Muhi 7 kilométerre található, a legközelebbi város a körülbelül 5 kilométerre fekvő Nyékládháza. Lakott területét kettészeli a Hejő folyása.

### Megközelítése
Közúton Nyékládháza és Mezőcsát felől a 3307-es, Muhi felől a 3308-as úton érhető el. Az ország távolabbi részei felől is könnyen megközelíthető, mivel területét érinti az M30-as autópálya, illetve a közelében húzódik az M3-as autópálya és a 35-ös főút is.
A hazai vasútvonalak közül a Mezőcsát–Hejőkeresztúr-vasútvonal és a Nyékládháza–Tiszaújváros-vasútvonal érinti, melyeknek egy közös állomásuk van itt; Hejőkeresztúr vasútállomás a belterület nyugati szélén helyezkedik el, nem messze a 3308-as út vasúti keresztezésétől, de közúti megközelítését csak önkormányzati utak biztosítják.

## Története
A terület már a honfoglalás korában is lakott volt, de először csak 1333-ban említik egy pápai jegyzékben, Keresztúr néven. Valószínűleg azonos a korábban Noszkád néven ismert településsel. 1333-ban már temploma is volt. Nagy Lajos király a Czudar családnak adományozta, ők pedig 1387-ben az általuk alapított pálos kolostornak adták. A török időkig a pálosoké volt, 1544-ben azonban a törökök felégették, a mezőkeresztesi csata után pedig elnéptelenedett a falu.
A Rákóczi-szabadságharc után a pálosok újra elkezdték betelepíteni a községet, felvidéki szláv telepesekkel. II. József 1786-ban feloszlatta a szerzetesrendeket, és birtokaik, így a pálos rend birtokai, köztük Keresztúr is az államra szálltak. A falu csak 1848-ban szabadult meg a jobbágyi sorból.
1904-ben vette fel a Hejőkeresztúr nevet.

## Közélete

### Polgármesterei
- 1990–1994: Bakonyi Andrásné (független)[3]
- 1994–1998: Bakonyi Andrásné (független)[4]
- 1998–2002: Bakonyi Andrásné (független)[5]
- 2002–2006: Hortobágyi György (független)[6]
- 2006–2010: Demeterné Zeleni Enikő (független)[7]
- 2010–2014: Demeterné Zeleni Enikő (független)[8]
- 2014–2019: Demeterné Zeleni Enikő (független)[9]
- 2019–2024: Demeterné Zeleni Enikő (független)[10]
- 2024– : Kardos Zoltán (független)[1]

A településen a 2002. október 20-án megtartott önkormányzati választás érdekessége volt, hogy az országos átlagot jóval meghaladó számú, összesen 7 polgármesterjelölt indult. Ilyen nagy számú jelöltre abban az évben az egész országban csak 24 település lakói szavazhattak, ennél több (8 vagy 10) aspiránsra pedig hét másik településen volt példa.

## Népesség
A település népességének változása:
| Lakosok száma | 1053 | 1040 | 1025 | 1045 | 988  | 980  | 969  |
|               | 2013 | 2014 | 2015 | 2021 | 2022 | 2023 | 2024 |

2001-ben a település lakosságának 90%-a magyar, 10%-a cigány nemzetiségűnek vallotta magát.
A 2011-es népszámlálás során a lakosok 85,9%-a magyarnak, 1,4% cigánynak, 0,3% németnek, 2,5% ruszinnak mondta magát (14,1% nem válaszolt; a kettős identitások miatt a végösszeg nagyobb lehet 100%-nál). A vallási megoszlás a következő volt: római katolikus 32,8%, református 16,6%, görögkatolikus 11,5%, felekezeten kívüli 9,8% (28,8% nem válaszolt).
2022-ben a lakosság 88,3%-a vallotta magát magyarnak, 3% ruszinnak, 2,8% cigánynak, 0,6% németnek, 0,2% románnak, 0,2% ukránnak, 0,1% szlováknak, 0,1% szerbnek, 2,7% egyéb, nem hazai nemzetiségűnek (11,7% nem nyilatkozott; a kettős identitások miatt a végösszeg nagyobb lehet 100%-nál). Vallásuk szerint 24,5% volt római katolikus, 11% református, 10,3% görög katolikus, 0,7% egyéb keresztény, 16,8% felekezeten kívüli (36,1% nem válaszolt).

## Fényképek

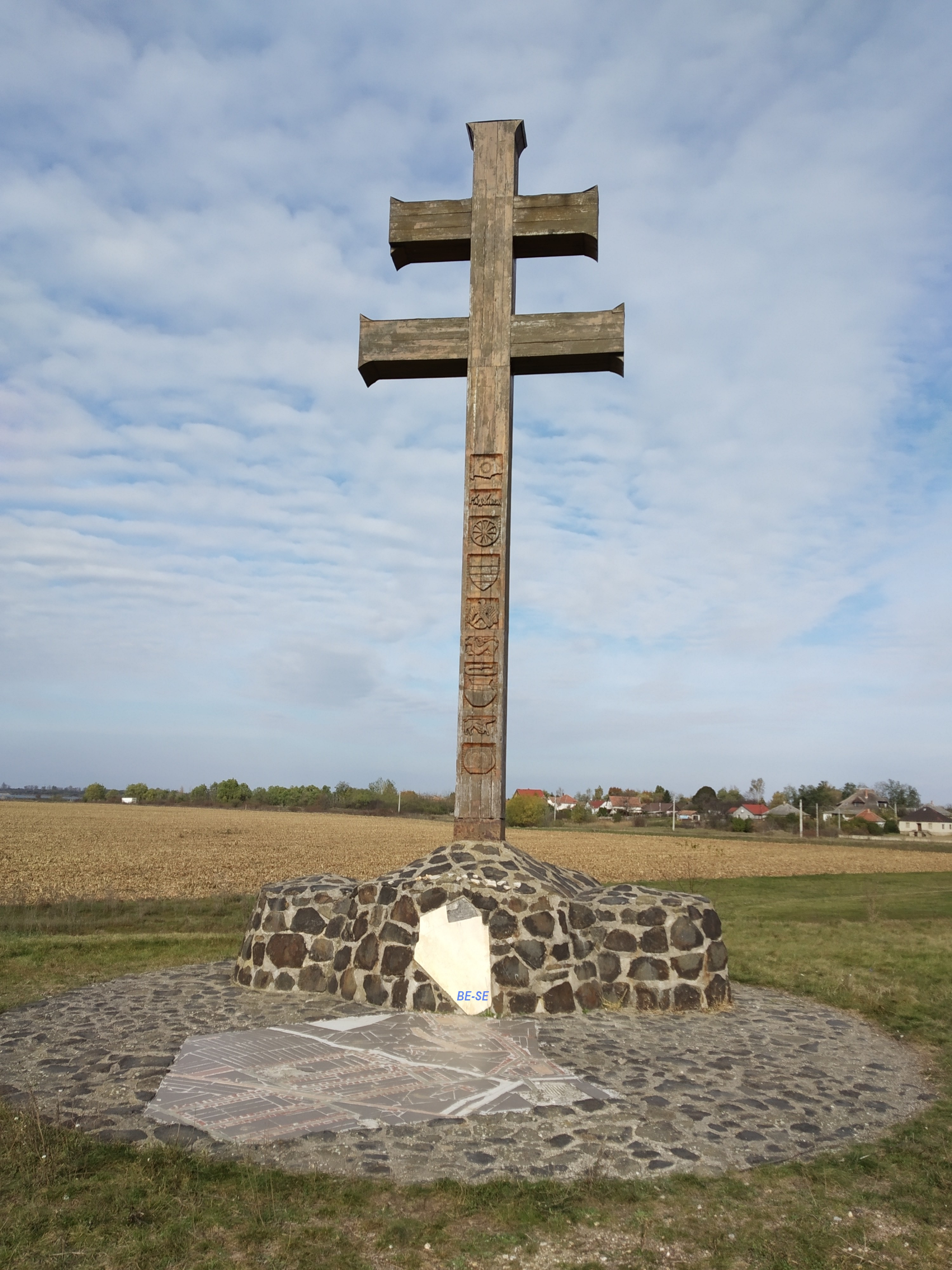
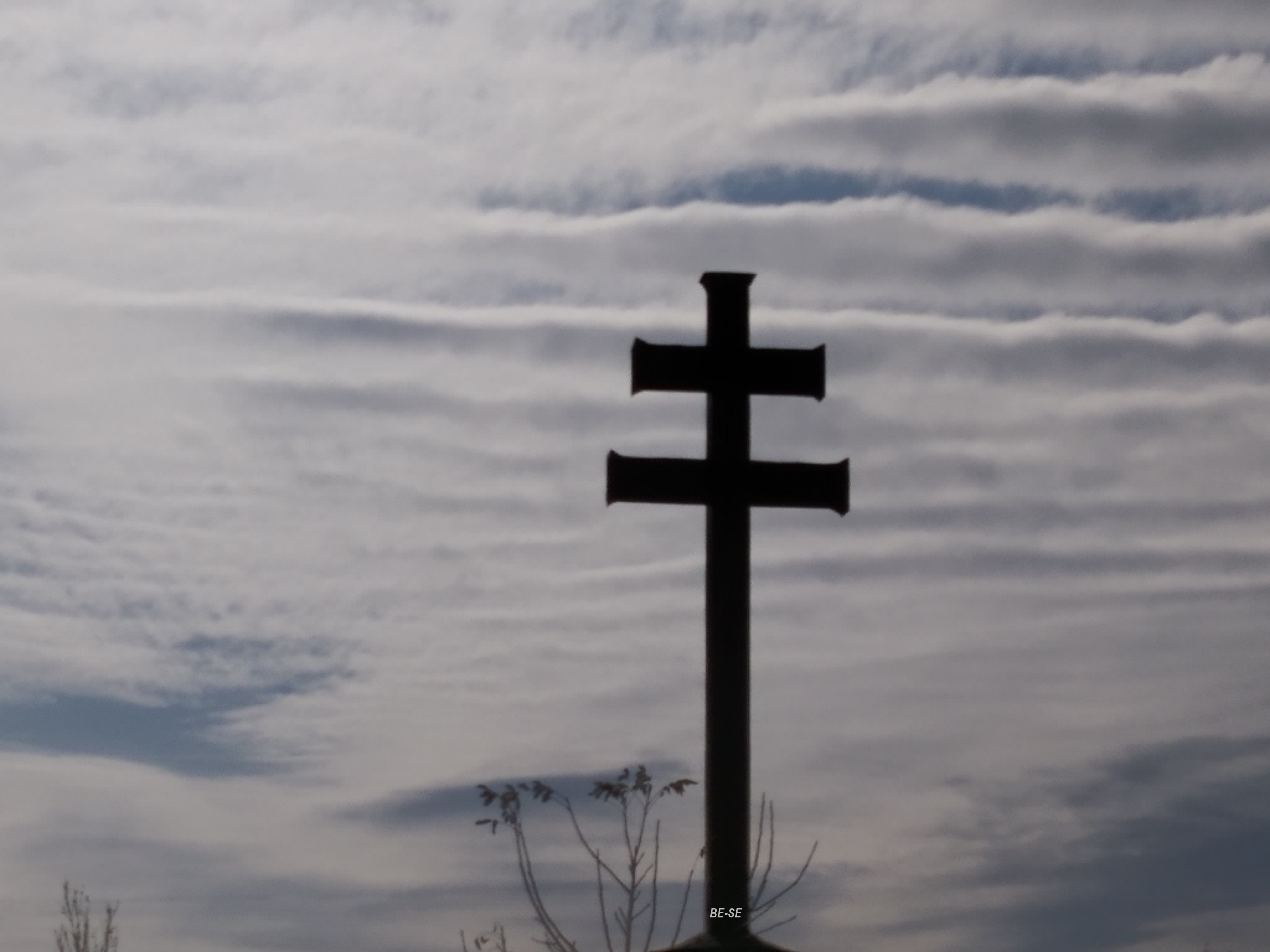